# Giulio Massarelli
Giulio Massarelli (Terni, 4 marzo 1908 – Terni, 26 aprile 1977) è stato un militare italiano, riconosciuto nel 2006 come giusto tra le nazioni, dal Yad Vashem per aver salvato decine di ebrei dalla Shoah.

## Biografia
Nato a Terni nel 1908, Giulio Massarelli si arruolò nella Regia Guardia di Finanza il 14 aprile 1927.
Durante la seconda guerra mondiale prestava servizio nella polizia tributaria di Busto Arsizio e, parallelamente, collaborava con il Comitato di Liberazione Nazionale. Lavorando su questi due fronti, riuscì a mettere in salvo numerosi ebrei e antifascisti, favorendo la loro fuga dall'Italia.
L'appuntato Massarelli morì nella natia Terni nel 1977 all'età di 69 anni. Nel 2006 è stato nominato giusto tra le nazioni e nel 2024 gli è stata intitolata una caserma a Busto Arsizio.